# 吉永孝雄
吉永 孝雄（よしなが たかお、1910年5月24日 - 1992年10月17日）は日本の文楽研究家、教育者。大阪府出身。

## 来歴・人物
旧制大阪府立生野中学校、大阪高等学校から東京帝国大学に進み、国文学を専攻。浄瑠璃の研究で文学博士。
大阪府立大手前高等学校などで国語科教諭として教壇に立ち、大阪府立勝山高等学校教頭、大阪府立清水谷高等学校校長を務めた。
その傍ら、文楽の研究に取り組み、番付、ちらしなど興行関係資料、ビデオテープ、レコード、新聞・雑誌の記事切抜、写真など多数の資料を収集。その一部は、園田学園女子大学近松研究所に「吉永孝雄文庫」として寄贈されている。
後年は羽衣学園短期大学教授、学長となり、文楽の教育に従事。文楽協会専門委員、国立文楽劇場専門委員を歴任した。
1992年10月17日、脳出血のため死去。

## 著書
- 近松、日本文学研究資料刊行会編、有精堂出版(1976年)
- カラー文楽の魅力、淡交社(1974年)
- 吉永孝雄の私説昭和の文楽、和泉書院(1995年)